# 澳洲野犬
丁格犬（學名：Canis lupus dingo）是一群史前已经野化的犬，是狼的次级亚种，可能源自伊朗狼（Canis lupus pallipes），尽管丁格犬或叫做澳洲野犬，但其分布並不限於澳大利亞，也不是澳大利亞的原生物種。

## 分布
丁格犬生活在澳洲各處，可居住在草地、沙漠、森林甚至濕地裡。

## 分类
考古證據顯示丁格犬至少在3,500年前，就隨著來自亞洲的南島民族來到澳洲，然後從此在澳洲獨自演化下去，直到十八世紀歐洲人帶著狗進入澳洲為止。歐洲來的博物學家聽到當地人描述丁格犬的長相後，認為牠們是一種新的犬科動物，給了牠這個學名。至於被人類馴化的狗，學名則叫做 ，一看就知道是一種狼的亞種（狼的學名是）。
不過科學家對丁格犬在生物學上的定位一直有意見，因為始終沒有找到早期的實體樣本，當初光靠幾張畫像跟口述外觀定下的學名，很難說就是正確反映了牠的出身。目前科學家最為普遍接受的丁格犬學名是，認為牠們是從亞洲狼演化而成的一個亞種；最近的研究則指出丁格犬、狗跟狼，全都是源自同一遙遠先祖的表親。
不過長年研究野生丁格犬的雪梨大學野生動物學家馬休·克羅瑟 (Mathew Crowther) ，對這樣的分類法並不滿意。他認為從丁格犬直立的耳朵、濃密多毛的尾巴、以及可以回頭狂吠的頸子研判，丁格犬應當視為一種澳洲特有的獨特物種。然而由於這三百年來，丁格犬跟歐洲移民帶來的狗交配，現在很難分辨出純正跟混血的丁格犬。

## 特征
丁格犬是一個從未被徹底馴養的狗種。其中一個原因是牠們在偏遠的地方，與世隔離，另一個原因是由於人類較少干預。牠們沒有距離相等的牙齒，也沒有縮短了的吻突，這些特徵可以把其他狗及其祖先伊朗狼區別過來。與狼一樣，雌性丁格犬每年只有一次繁殖期。

## 起源
已知最早的丁格犬顱骨在越南發現約有5500年的歷史，在東南亞其他區域有發現丁格犬的化石自5000到2500年之久，而澳洲最早的紀錄是在3500年前。
丁格犬的起源始終無法確定，但應跟西南亞的狼隻有關，並可能崛起於人類開始發展農業的同時。現代的看法認為現代的狗是由數支在不同時期和地區馴養的狼的混種，現代的丁格犬應是一種早期馴養的相當純血統的狗品種後裔。在以色列發現14000年之久的類似丁格犬的骨骸，在美洲發現9000年的骨骸是人狼共生關係的證據，當東遷時半馴的犬隻伴隨他們，在美國東南發現的卡羅萊納犬類似丁格犬，並擁有其他犬種沒有的共同基因特徵。

## 另見
- 非洲野犬
- 紐幾內亞唱犬

## 外部連結
- Australian Museum factsheet on Dingos in Australia - Their Origins and Impact （页面存档备份，存于）
- BBC story on dingo mitochondrial DNA study （页面存档备份，存于）